# 台大五姬
台大五姬（英语: Top 5 Beauties of NTU），指出自於國立台灣大學的五位顏質、內在氣質與學業表現較佳的女性，網路走红之后称呼為「台大五姬」。網友結合了這五姬的系所和名字，各自取了綽號，如今五人都已從台大畢業，但「台大五姬」的封號仍很響亮，也常有新闻见诸于媒体报章。
五位分別為農推蔓（翁滋蔓）、戲劇依（吳依潔）、 獸醫乃（劉乃潔）、國企匡（陳匡怡）、資工彌（余函彌），五位女同學並稱為「台大五姬」，成为台大在媒體版面話題之一。

## 名稱來由
『台大五姬』以及每一位女生的綽號都是PTT上的網友取名的，分別把各個女生的科系跟名字結合，所以才會有農推蔓、戲劇依、國企匡、資工彌、獸醫乃的綽號產生。

## 名稱爭議
- 台大五姬是否真的只有五人？
  - 持正論者認為台大五姬為PTT網友提出，並把PTT網友視為一個集合團體，此集合團體有五人公認台大美女。
  - 持反論者認為台大五姬雖為PTT網友提出，但是PTT網友有很多個人，每個網友心中都有他自己認為的台大美女，這五個人只是讀台大又剛好是美女所以被當作例子舉出來，實際上不只這五人。

- 台大五姬是否以獸醫乃（劉乃潔）為「五姬之首」？
  - 持正論者有一派人認為劉乃潔憑著雕刻般的臉蛋[1]，其美堪當五姬之首[2]，也有一派人認為劉乃潔之名氣勝於其他四美，理所當然為五姬之首，甚至還有一些PTT網友進一步指出劉乃潔的綽號應該為獸醫姬而不是獸醫乃，唯有稱首的劉乃潔，其綽號是冠暱稱乃姬裡面的姬字，不是冠劉乃潔本名裡面的字，其他四美都是在系別後面冠上本名裡面的字，由此可以看出劉乃潔在台大五姬裡面的獨特性。不管哪派的說法為何，現在已經有網路媒體今日新聞網的記者以劉乃潔為「五姬之首」當作第二手資料的新聞報導開始出現[1][2]。
  - 持反論者有一派人認為並無公認的台大五姬之首，台大五姬裡面的五人每個人地位相當，沒有特定以誰為首，也有一派人認為由於PTT網路網友有很多個人，每個PTT網友心中都有他自己認為的「五姬之首」，對於這五個人誰應該為五姬之首，網友之間歧見甚多並無達成共識，所以沒有特定以誰為首。

## 外部連結
- 聯合追星網（页面存档备份，存于）
- 新聞挖挖哇 （页面存档备份，存于）